# Königliches Gymnasium zu Gnesen

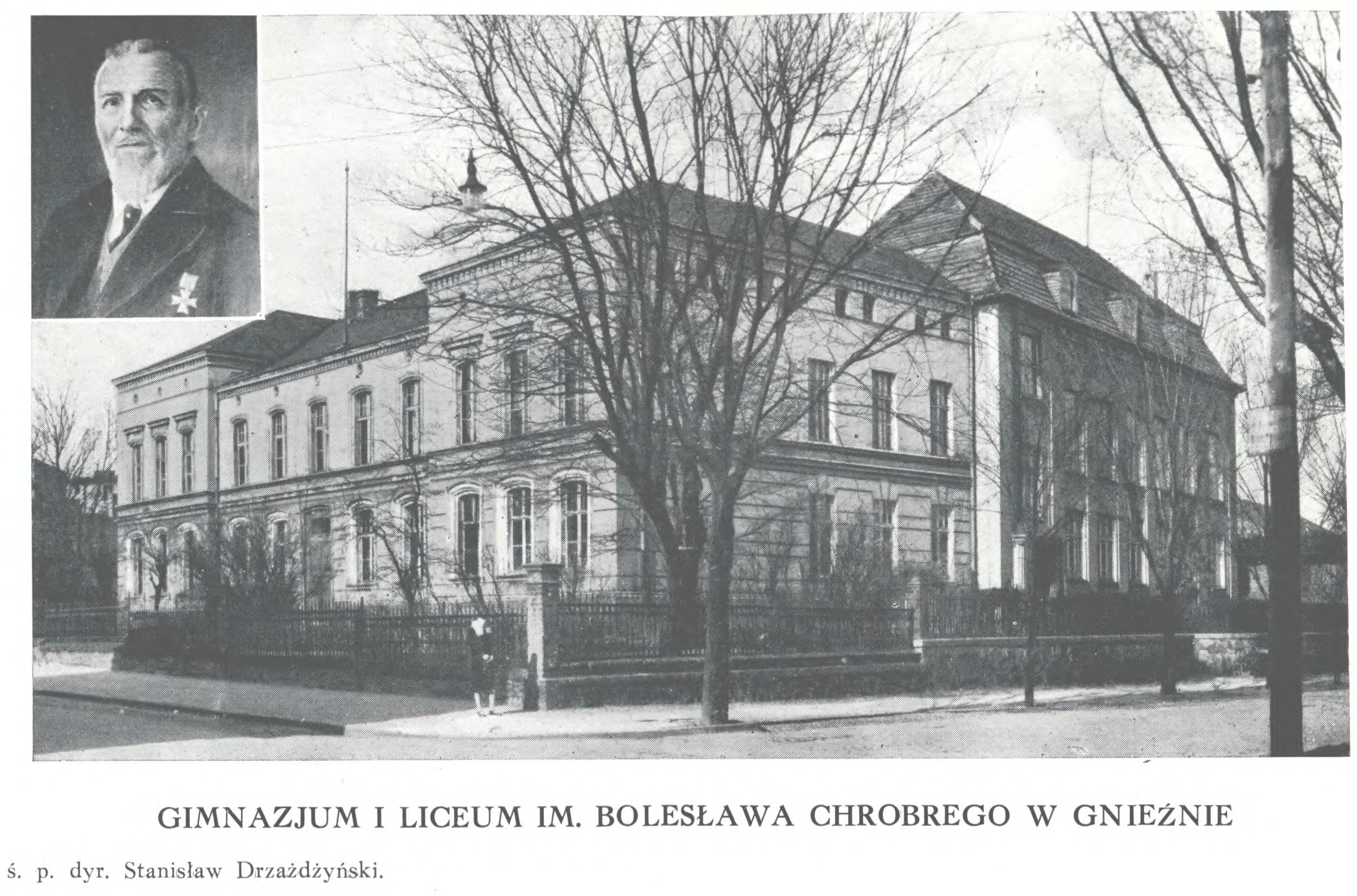
Gymnasium in Gnesen, um 1930

Das Königliche Gymnasium zu Gnesen bestand von 1863 bis 1918 in Gnesen in der preußischen Provinz Posen.

## Vorgeschichte
Im Sitz des polnischen Erzbistums Gnesen  bestand seit dem Mittelalter eine Domschule. Diese wurde später mit der Akademie in Krakau verbunden und war eine der bedeutendsten höheren Schulen in der Region Großpolen.
Seit 1793 gehörte das Gebiet zum Königreich Preußen. Seit etwa 1820 bemühte sich die Stadt Gnesen vergeblich, ein Gymnasium zu erhalten. Auch Bitten an den Kronprinzen und späteren König Friedrich Wilhelm (IV.) bei dessen Besuch in der Stadt 1834 blieben erfolglos.

## Geschichte

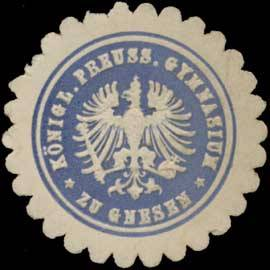
Siegelmarke des Königl. Preuß. Gymnasiums zu Gnesen

1862 konnte endlich mit dem Bau eines Gebäudes begonnen werden.
Am 15. Oktober 1863 wurde dieses als Progymnasium mit vier Klassen eröffnet. Es unterrichteten dort fünf deutsche Lehrer und der Direktor Julius Methner, von denen jeweils drei evangelisch und drei katholisch waren. Die Unterrichtssprache war überwiegend deutsch, obwohl die Mehrzahl der Schüler polnisch war, es gab auch einige jüdische Kinder.
1866 wurde das Progymnasium  in ein Gymnasium umgewandelt.
Es wurden Fächer wie Deutsche Sprache, Geschichte, Mathematik, Physik, sowie Turnen, Gesang und Zeichnen unterrichtet, wie in anderen preußischen Schulen auch.
1894 bildete sich in der Schule eine geheime Gruppe von Schülern, die Unterricht in polnischer Sprache, Kultur und Geschichte organisierten,  wie in einigen anderen Gymnasien  in der Provinz Posen und in Westpreußen in dieser Zeit auch. Nach einiger Zeit wurden diese entdeckt und aufgelöst.
1913 wurde an das Gymnasium eine Realschule angeschlossen, kurz danach wurde es in   Kaiser-Wilhelm-Schule (Gymnasium mit Realschule i. E.) umbenannt.
Ende 1918 wurde diese von den neuen polnischen Verantwortlichen  übernommen und aufgelöst.

## Weitere Nutzung

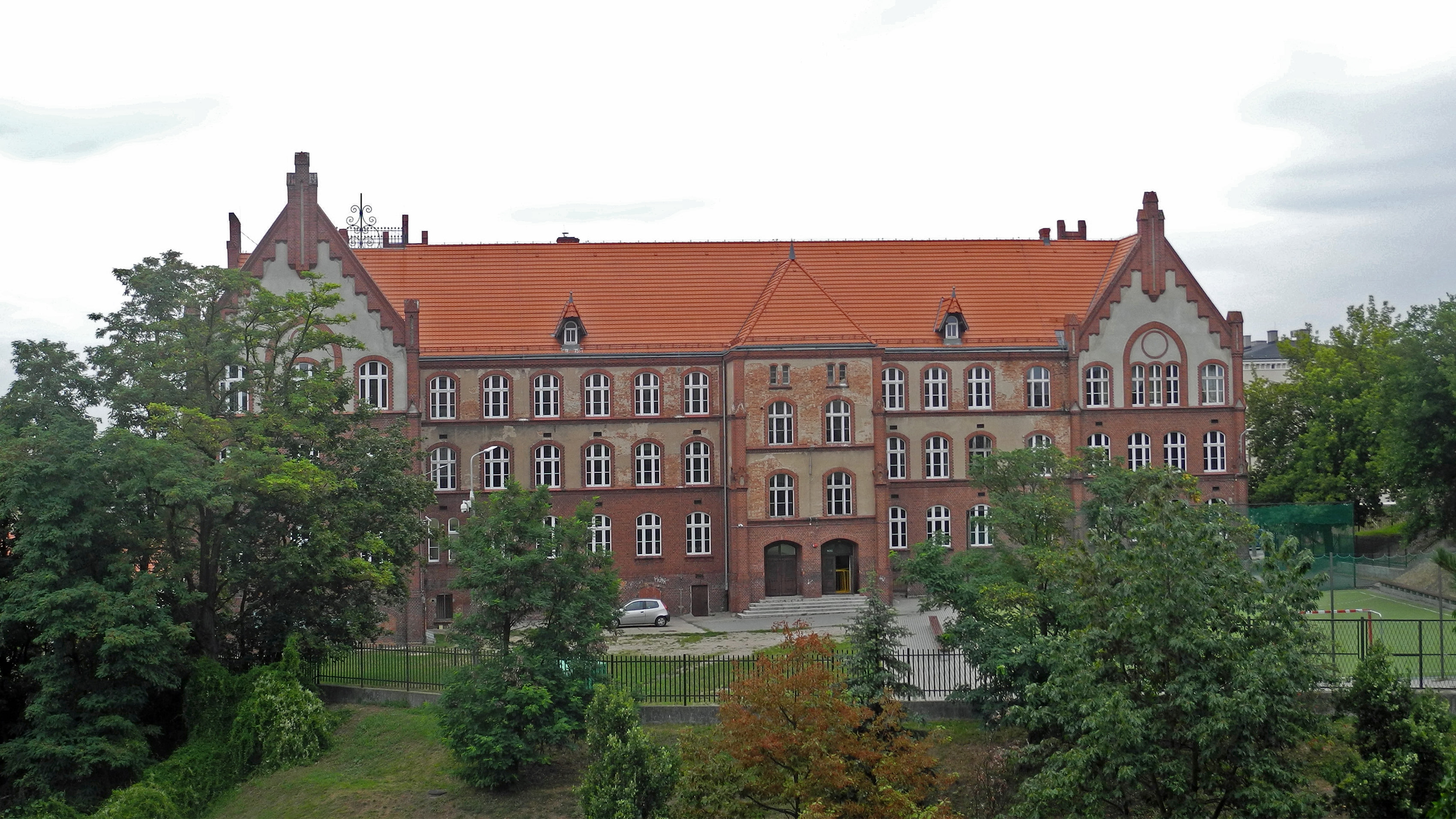
Gymnasium

Seit 1920 wurde das Gebäude von einem polnischen Gymnasium genutzt,  das seit 1923 Bolesław-Chrobry-Liceum hieß. 1939 wurde dieses aufgelöst.
1945 wurde der Schulbetrieb wieder aufgenommen. 1966 wurde ein neu gebautes Schulgebäude bezogen. Das bisherige Gymnasialgebäude ist  erhalten.

## Persönlichkeiten
Das Gymnasium in Gnesen besuchten viele Söhne aus polnischen, deutschen und jüdischen Familien.
Der bekannteste Schüler war der Schriftsteller Georg Heym.
Direktoren

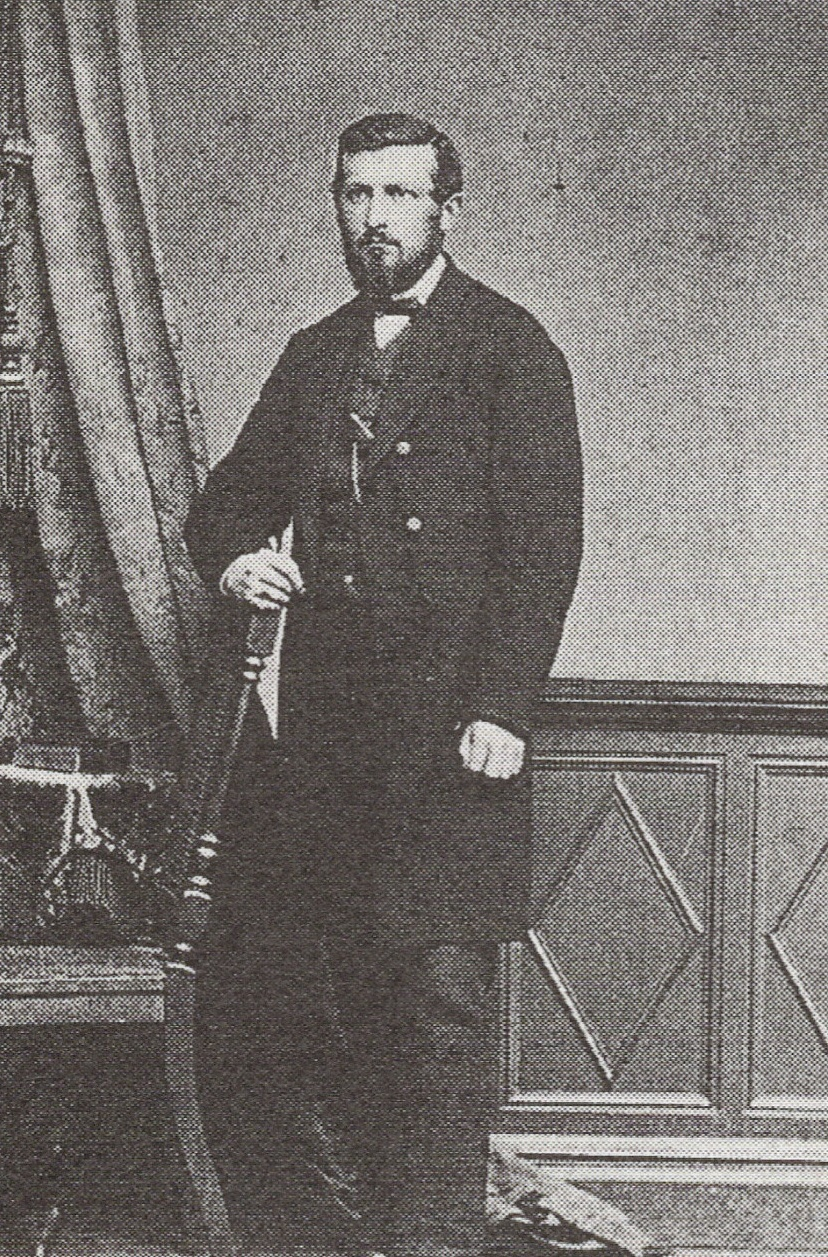
Wladislaus von Kozlowski, Mathematiklehrer

- Julius Methner, 1863 bis nach 1884
- K. Martin, 1897 erwähnt
- R. Heinrich, 1909–?

Weitere Lehrer
- Wladislaus von Kozlowski (Władysław Kozłowski), vor 1868 bis nach 1890, Mathematik
- Otto Knoop (1853–1931), um 1889–1890, bekannter Sagenforscher
- Carl Fredrich (1871–1930), 1898–1899, Hilfslehrer

Religionslehrer

(waren Priester, Pfarrer oder Rabbiner)
- Moses Samuel Zuckermandel, vor 1866–um 1873, jüdisch
- Mark Mordechai Horowitz, 1874–1878, jüdisch
- Anton Tasch (1845–1920), um 1878, katholisch

Schüler
(sortiert nach Geburtsjahr)
- Erich Fließ (1857–1898), später Regionalschriftsteller mit vielen Publikationen
- Joseph Klinke (1861–1932), –1888, später katholischer Geistlicher
- Sally Saul Citron (1863–1942), –1882, später jüdischer Bankier und Unternehmer in Berlin[5]
- Siegfried Laboschin (1868–1929), –1887, jüdisch, später Kunstkritiker
- Kurt Graebe (1874–1952), später Abgeordneter des polnischen Sejm für die deutsche Minderheit
- Kurt Wege (1881–1940), –1897, später Gutsbesitzer und Abgeordneter (DNVP)
- Walter Schnee (1885–1958), 1895–1904, später Gelehrter
- Georg Heym (1887–1912), 1896–1899, später bekannter Schriftsteller
- Friedrich Wilhelm Kritzinger (1890–1947), 1904–1908, später Ministerialdirektor
- Arthur Bernhard Posner (1890–1962), 1904–1910, später jüdischer Religionsgelehrter
- Wilhelm Spitzer (1895–1973), Abgeordneter der deutschen Minderheit im polnischen Sejm
- Kurt Orinsky (1896–1990), später Gymnasiallehrer
- Hans Georg Calmeyer (1903–1972), um 1917, später Jurist, rettete über 2800 Juden, Gerechter unter den Völkern